# アメリカ合衆国財務副長官
アメリカ合衆国財務副長官（アメリカがっしゅうこくざいむふくちょうかん、United States Deputy Secretary of the Treasury）は、アメリカ合衆国政府において、財務長官に助言・補佐を行い、財務省およびその活動を監督・指揮する。財務長官が病気・辞職等の理由により不在になった場合には、財務長官の職務を代行する。財務副長官は財務省の政策策定および遂行の主たる役割を負い、財務省のすべての活動を統制する。

## 歴代副長官
| 代 | 名前                                | 就任年月       | 退任年月      | 大統領                   |
| -- | ----------------------------------- | -------------- | ------------- | ------------------------ |
| 1  | R・T・マクナマー                    | 1981年         | 1985年        | ロナルド・レーガン       |
| 2  | リチャード・G・ダーマン             | 1985年         | 1987年        | ロナルド・レーガン       |
| 3  | M・ピーター・マクファーソン         | 1987年         | 1989年        | ロナルド・レーガン       |
| 4  | ジョン・E・ロブソン                 | 1989年         | 1992年        | ジョージ・H・W・ブッシュ |
| 5  | ロジャー・オルトマン                | 1993年         | 1994年        | ビル・クリントン         |
| 6  | フランク・N・ニューマン             | 1994年         | 1995年        | ビル・クリントン         |
| 7  | ローレンス・サマーズ                | 1995年         | 1999年        | ビル・クリントン         |
| 8  | ステュアート・E・アイゼンシュタット | 1999年         | 2001年        | ビル・クリントン         |
| 9  | ケネス・ダム                        | 2001年         | 2003年        | ジョージ・W・ブッシュ    |
| 10 | サミュエル・ボドマン                | 2004年2月      | 2005年1月     | ジョージ・W・ブッシュ    |
| 11 | ロバート・キミット                  | 2005年8月16日  | 2009年1月20日 | ジョージ・W・ブッシュ    |
| 12 | ニール・S・ウォリン                 | 2009年5月18日  | 2013年8月31日 | バラク・オバマ           |
| 13 | サラ・ブルーム・ラスキン            | 2014年3月19日  | 2017年1月20日 | バラク・オバマ           |
| 14 | ジャスティン・マジニッチ            | 2018年12月12日 | 2021年1月20日 | ドナルド・トランプ       |
| 15 | ワリー・アデエモ                    | 2021年3月26日  | 2025年1月20日 | ジョー・バイデン         |